# Дженнер, Бун
Бун Дженнер (англ. Boone Jenner; род. 15 июня 1993, Дорчестер) — канадский хоккеист, капитан и нападающий клуба «Коламбус Блю Джекетс» и сборной Канады. Чемпион мира 2016 года.

## Карьера

### Клубная
На юниорском уровне в течение четырёх сезонов играл за «Ошаву Дженералз», за этот период заработал 246 очков (111+135).
На драфте НХЛ 2011 в 2-м раунде под общим 37-м номером клубом «Коламбус Блю Джекетс». 28 марта 2012 года подписал с командой трёхлетний контракт новичка. Из-за локаута в НХЛ был возвращён в «Ошаву», где был назначен капитаном команды.
18 октября 2013 года в мачте с «Монреалем» оформил дубль, но «Блю Джекетс» проиграли со счётом 5:3. К январю 2014 года он был одним из лидеров команды, набрав 51 очко. По ходу сезона 2015/16 он стал вторым бомбардиром и игроком команды по ряду показателей и 29 февраля 2016 года он продлил контракт с клубом на два года.
5 июля 2018 года переподписал контракт с командой на четыре года. 12 марта 2019 года в матче с «Бостоном» оформил первый хет-трик в карьере и помог команде выиграть со счётом 7:4.
28 июля 2021 года продлил контракт с командой на четыре года. 12 октября он был назначен новым капитаном команды, став седьмым капитаном клуба в истории.

### Международная
Играл за молодёжную сборную Канады на МЧМ-2012 и МЧМ-2013, став в 2012 году в составе сборной бронзовым призёром турнира.
В составе сборной Канады играл на ЧМ-2016, где стал чемпионом мира.

## Статистика
| Легенда | Легенда                    | Легенда | Легенда                   | Легенда | Легенда    |
| ------- | -------------------------- | ------- | ------------------------- | ------- | ---------- |
| И       | Количество проведённых игр | Штр     | Штрафное время            | +/−     | Плюс-минус |
| Г       | Голы                       | П       | Голевые передачи          | О       | Очки       |
| -       | Статистика неизвестна      | —       | Статистика не учитывалась |         |            |